# Swimon I
Swimon I (gruz.: სვიმონ I დიდი) – gruziński król (mepe) Kartlii w latach 1556–1599 i święty Gruzińskiego Kościoła Prawosławnego. Pochodził z rodu Bagratydów.